# L.A. Guns
L.A. Guns este o formație americană de muzică rock/metal din Los Angeles, California, apărută în 1983. În prezent, formația este alcătuită din Phil Lewis (voce), Michael Grant (chitară), Scott Griffin (chitară bas) și Steve Riley (percuție). A fost înființată în 1983 de Tracii Guns, dar desființată în 1985, în urma fuziunii cu colegii grupului din Los Angeles, Hollywood Rose, devenind astfel prima gama a Guns N' Roses.

## Membrii

### L.A. Guns/Phil Lewis' L.A. Guns

#### Membrii Actuali
- Tracii Guns - chitară principală
- Phil Lewis - voce
- Ace Von Johnson - chitară secundară
- Johnny Martin - chitară bas
- Shane Fitzgibbon - percuție

#### Formația clasică
- Tracii Guns - chitară principală
- Mick Cripps - chitară secundară
- Phil Lewis - voce
- Kelly Nickels - chitară bas
- Steve Riley - percuție

#### Foști membri
- Stefan Adika - chitară bas
- Nickey "Beat" Alexander - percuție
- Mattie B - chitară bas
- Alec Bauer - chitară
- Ole Beich - chitară bas
- Paul Black - voce
- Stacey Blades - chitară
- Marty Casey - voce
- Mick Cripps - chitară bas
- Johnny Crypt - chitară bas
- Chris Van Dahl - voce
- Shane Fitzgibbon - percuție
- Rob Gardner - percuție
- Chuck Gerric - chitară bas
- Michael "Bones" Gershima - percuție
- Edan Serge Gillen - claviatură
- Michael Grant - chitară
- Doni Gray - percuție
- Scott Griffin - chitară bas
- Eric Grossman - chitară bas
- Jeremy Guns - chitară bas
- Adam Hamilton - chitară bas
- Scott Foster Harris - voce
- Chris Holmes - chitară
- Michael Jagosz - voce
- Ace Von Johnson - chitară
- Keri Kelli - chitară
- Kenny Kweens - chitară bas
- Joe Lesté - voce
- Johnny Martin - chitară bas
- Rick Marty - chitară
- Johnny Monaco - chitară
- Brent Muscat - chitară
- Kelly Nickels - chitară bas
- Danny Nordahl - chitară bas
- Jizzy Pearl - voce
- Charlie Poulson - voce
- Steve Preach - chitară
- Keff Ratcliffe - chitară
- Steve Riley - percuție
- Dilana Robichaux - voce
- Axl Rose - voce
- Ralph Saenz - voce
- Muddy Stardust - chitară bas
- Chad Stewart - percuție
- Robert Stoddard - chitară
- Tony West - voce
- Frank Wilsey - chitară

## Discografie
Albume de studio
- L.A. Guns (1988)
- Cocked & Loaded (1989)
- Hollywood Vampires (1991)
- Vicious Circle (1994)
- American Hardcore (1996)
- Shrinking Violet (1999)
- Greatest Hits and Black Beauties (1999)
- Cocked & Re-Loaded (2000)
- Man in the Moon (2001)
- Waking the Dead (2002)
- Rips the Covers Off (2004)
- Tales from the Strip (2005)
- Covered in Guns (2010)